# Осецкий, Карл фон
Карл фон Осе́цкий (нем. Carl von Ossietzky; 3 октября 1889, Гамбург — 4 мая 1938, Берлин) — немецкий журналист и поэт, издатель, общественный деятель, пацифист, антифашист. Лауреат Нобелевской премии мира 1935 года.

## Молодость
Родился 3 октября 1889 года в Гамбурге в семье немца польского происхождения, мелкого торговца. Большую роль в формировании мировоззрения юного Осецкого сыграл его отчим — известный социал-демократ Густав Вальтер. В возрасте 17 лет он бросил учёбу в школе и стал чиновником. Однако вскоре увлёкся журналистикой, опубликовав свою первую статью в газете Демократического Союза «Свободный народ».
В двадцатилетнем возрасте он опубликовал ряд стихов в мюнхенских изданиях.
19 августа 1913 года женился на англичанке Мод Вудс, феминистке, жившей в Гамбурге и дававшей уроки английского языка.

## Германское общество мира
Убеждённый в том, что рост милитаризма в Германии приведёт к войне, Осецкий в 1912 году стал одним из основателей гамбургского отделения «Германского общества мира». Год спустя либеральный еженедельник «Свободный народ» опубликовал его статью, критикующую милитаристский приговор одного из судов. За эту статью автор подвергся нападкам прусского военного министерства.
Несмотря на слабое здоровье, был призван на военную службу в июне 1916 года и участвовал в Первой мировой войне в составе Баварской сапёрной части. Став за годы войны ещё более убеждённым пацифистом, вернулся в Гамбург и возглавил местное отделение «Германского общества мира». Он стал издавать газету «Проводник», которую вскоре пришлось закрыть из-за отсутствия финансирования.
В 1919 году родилась его единственная дочь Розалинда, которая после прихода к власти нацистов, ещё в юном возрасте, эмигрировала.
В 1920 году принял предложение председателя «Германского общества мира» Людвига Квидде стать секретарём Берлинского отделения этой организации. Под его эгидой стал издавать «Информационный бюллетень» и одновременно публиковаться в ежемесячнике «Монистен монатшефтен» под псевдонимом «Томас Мюрнер».
Был в числе учредителей движения «Нет войне». Политически активная натура заставила его вскоре сменить административную работу в «Германском обществе мира» на должность редактора международного отдела в штате «Берлинер Фольксцайтунг» — газеты с антивоенной, демократической и непартийной ориентацией.
В этот период Осецкий считался видной фигурой среди «бездомных левых», отвергавших обе ведущие партии левого фланга — и коммунистическую, и социал-демократическую. В 1923—1924 годах принял непосредственное участие в политической жизни страны, когда вся редакция «Берлинер Фольксцайтунг» приняла участие в организации новой Республиканской партии. Однако после провала на выборах в Рейхстаг в мае 1924 года он перешёл в политический еженедельный журнал «Тагебух».

## Еженедельник «Вельтбюне». Первые репрессии

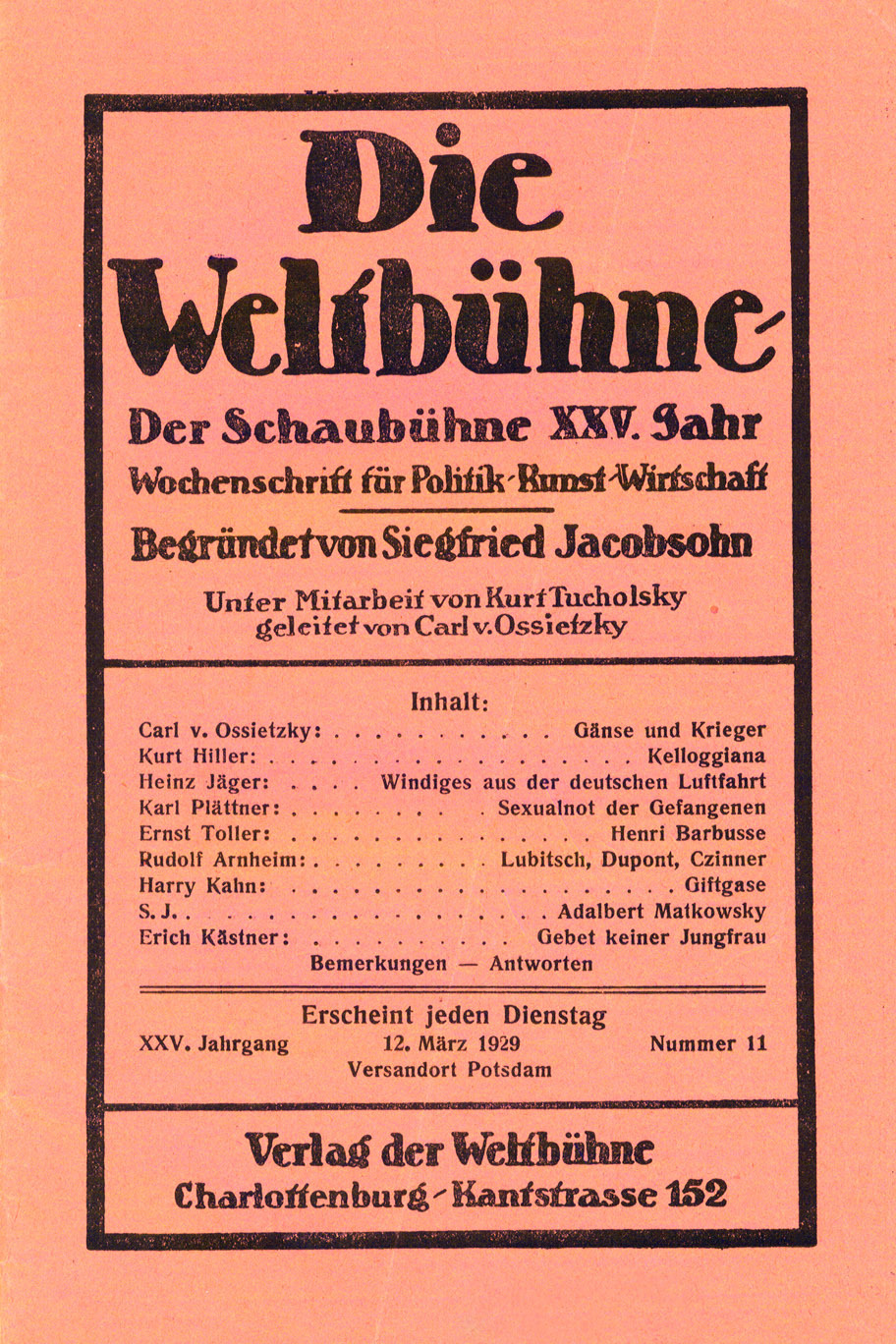
Инкриминируемый номер журнала Weltbühne от 12 марта 1929 года

В 1926 году Зигфрид Якобсон — основатель и редактор «Ди Вельтбюне» (с нем. — «Мировая сцена») — предложил Осецкому возглавить журналистское расследование тайной милитаризации германского рейхсвера. После внезапной смерти Якобсона в декабре 1926 года Осецкий (сперва в сотрудничестве с Куртом Тухольским, а с середины 1927 года самостоятельно) занял пост издателя и главного редактора.
В марте 1927 года «Вельтбюне» опубликовало статью Бертольда Якоба, который обвинял Веймарское правительство и военных в поддержке полувоенных формирований. По обвинению в клевете Осецкий, как главный редактор, был приговорён к тюремному заключению сроком на месяц.
Не сломленный тюрьмой, он продолжил кампанию против перевооружения Германии и опубликовал в марте 1929 года статью немецкого авиаконструктора Вальтера Крайзера, в которой разоблачались нарушения Версальского договора в военной авиации, в том числе подготовку лётчиков авиаотряда рейхсвера «Секция M» (нем. Abteilung M) на авиашколе в советском Липецке. За это он и автор были арестованы по обвинению в нарушении военной тайны. 23 ноября 1931 года на судебном процессе по этому делу их приговорили к 18-месячному сроку в тюрьме Шпандау.
В связи с приговором либеральные и левые круги организовали митинги протеста. Среди тех, кто выступил в защиту Осецкого, были Эрнст Толлер, Лион Фейхтвангер, Арнольд Цвейг, Альберт Эйнштейн. В ожидании ответа на апелляцию Осецкий и Крайзер сохранили свои паспорта, что давало им возможность покинуть Германию. Крайзер выехал в Париж, а Осецкий, несмотря на просьбы друзей, отказался уехать. «Эффективно бороться с гнилью можно лишь изнутри, — заявил он, — и я не уеду».
В мае следующего года он сам пришёл в Тегельскую тюрьму, причём ему пришлось пройти через толпу почитателей, которые пытались отговорить его от этого решения. Проведя в тюрьме семь месяцев, Осецкий был освобождён по рождественской амнистии 1932 года и вышел на свободу.
В апреле 1931 года в «Вельтбюне» вышла его статья «Культурбольшевизм», где была дана уничтожающая оценка термину, тогда и позже активно использовавшемуся нацистами, как обозначающему современную охоту на ведьм. На президентских выборах 1932 года Осецкий, сохраняя критическую дистанцию к Компартии и СССР, поддерживал Эрнста Тельмана как антифашистского кандидата.

## Концлагерь. Нобелевская премия мира
1933 год стал переломным годом в судьбе послевоенной Германии. Назначение Гитлера рейхсканцлером и поджог Рейхстага привели к гонениям на демократов, социалистов и коммунистов.

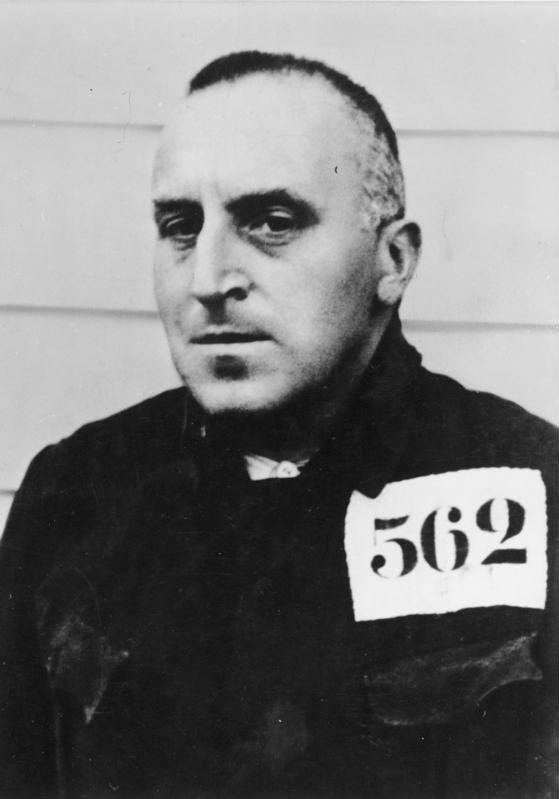
Карл фон Осецкий в концлагере (1933 г.)

Понимая всю опасность создавшегося положения, Осецкий, тем не менее, отказался покинуть страну. Наутро после пожара Рейхстага он был арестован гестапо и помещён сперва в Берлинскую тюрьму, затем — в концентрационные лагеря Зонненбург и Эстервеген-Папенбург. Тяжёлые физические работы и условия содержания осуждённых подорвали его здоровье.
«Лига борьбы за права человека» и международная организация писателей Пен-клуб собрали более 43 тыс. подписей под требованием освободить Осецкого.
В 1934 году он впервые был выдвинут кандидатом на Нобелевскую премию мира различными организациями и вынужденными эмигрантами из Германии, получившими мировую известность, такими как Альберт Эйнштейн, Томас Манн, а также английским философом Бертраном Расселом и американской общественной деятельницей Джейн Аддамс и др. Однако письменная заявка оказалась подана слишком поздно — кандидатура на 1935 год была уже определена. Поэтому лауреатом Осецкий был избран лишь в 1936 году.
Представитель Норвежского нобелевского комитета Фредрик Станг в своей речи отметил, что Осецкий не принадлежит ни к одной политической партии и не руководствуется партийными предрассудками. По мнению Станга, действия Осецкого характеризуются «горячей любовью к свободе мысли, верой в необходимость свободного соревнования во всех областях духовной жизни, широким мировоззрением, уважением к ценностям других народов и доминирующей над всем этим идеей мира».
Эта премия явилась выражением мирового осуждения политики нацистов. Разгневанное нацистское правительство заявило, что ни один учёный не примет какую-либо Нобелевскую премию, и все немецкие учёные по указанию Гитлера были вынуждены отказываться от всех Нобелевских премий. Они смогли получить их только в конце войны. Правительство учредило свою систему государственных премий. Немецкой прессе запретили комментировать это награждение. Германия потребовала от Норвегии отменить это решение, но та отказалась, сославшись на неправительственный статус Нобелевского комитета. В 1940 году, когда нацисты захватили Норвегию, они в отместку репрессировали всех, кто принимал решение об этом награждении.
Сам Осецкий в момент присуждения находился в тюремной больнице из-за ухудшения состояния здоровья. От него требовали самостоятельно отказаться от Нобелевской премии, но он не поддался на давление. Тогда германская пропаганда заявила, что он якобы свободен и может ехать в Осло, когда захочет. Однако в реальности заграничный паспорт ему выдан не был, а позже началась травля Осецкого как предателя.
Хотя его и перевели в гражданскую больницу, секретная полиция держала Осецкого под постоянным наблюдением вплоть до самой смерти. Скончался он в берлинской больнице от туберкулёза 4 мая 1938 года.

## Признание

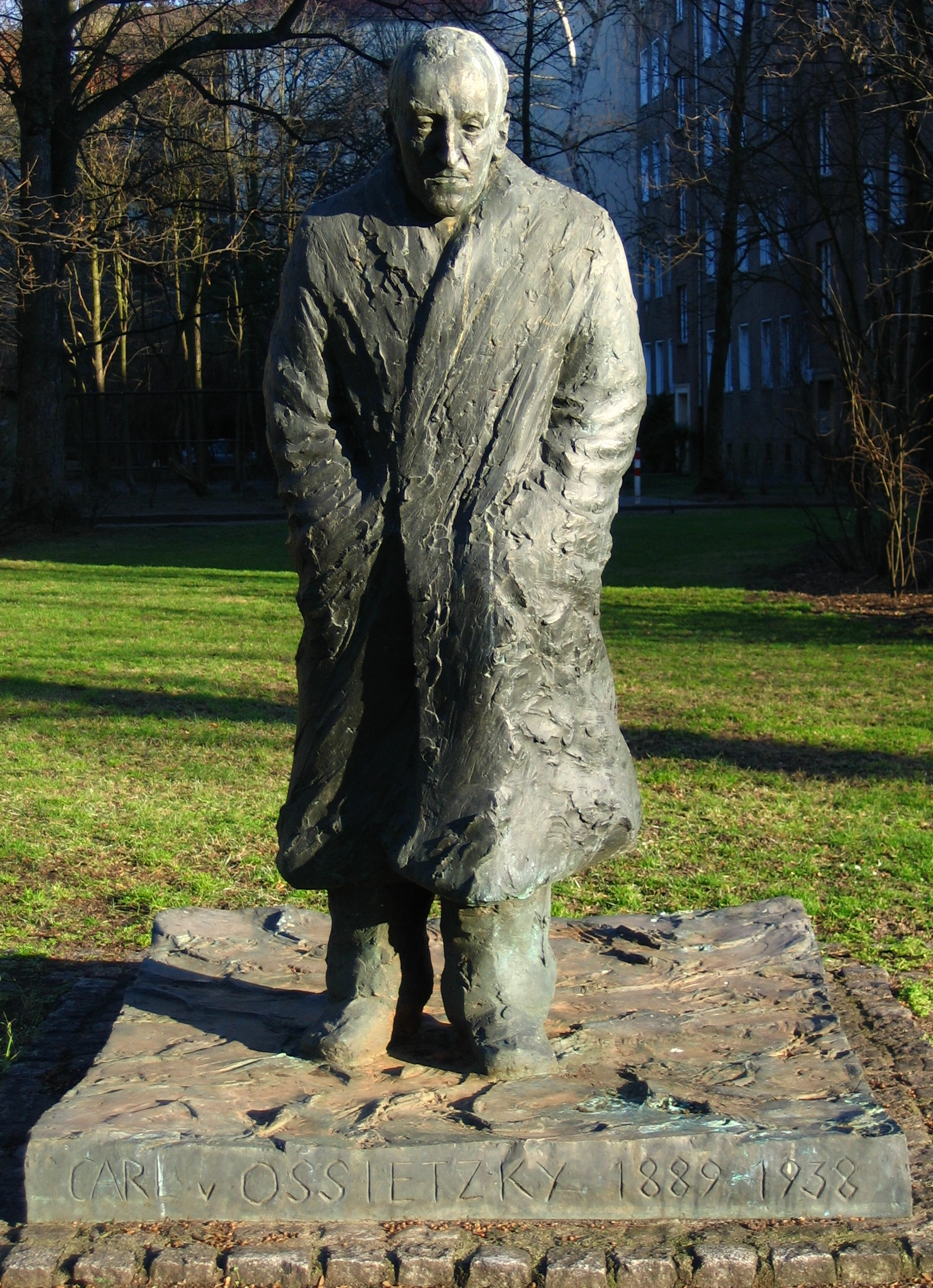
Памятник Карлу Осецкому на Осецкиштрассе (Ossietzkystraße), Берлин

- После Второй мировой войны его именем была названа улица в восточной части Берлина.
- В 1962 году Международная лига защиты прав человека[нем.] учредила медаль имени Карла Осецкого[нем.].
- Другая медаль имени Карла Осецкого[нем.] вручается с 1963 года Советом мира ГДР.
- С 1983 года Земельная и университетская библиотека Гамбурга носит имя Карла Осецкого.
- В 1984 году город Ольденбург учредил премию Карла Осецкого[нем.] за достижения в области истории и политики.
- Бронзовый памятник Карлу Осецкому, созданный в 1989 году скульптором Клаусом Симоном, установлен в районе Нидершёнхаузен вблизи от дворцового парка.
- С 1991 года имя Карла Осецкого носит Ольденбургский университет.

## Сочинения
- Carl v. Ossietzky. Shriften. Vols I, II. — Berlin: Aufbau, 1966.